# Honda Civic

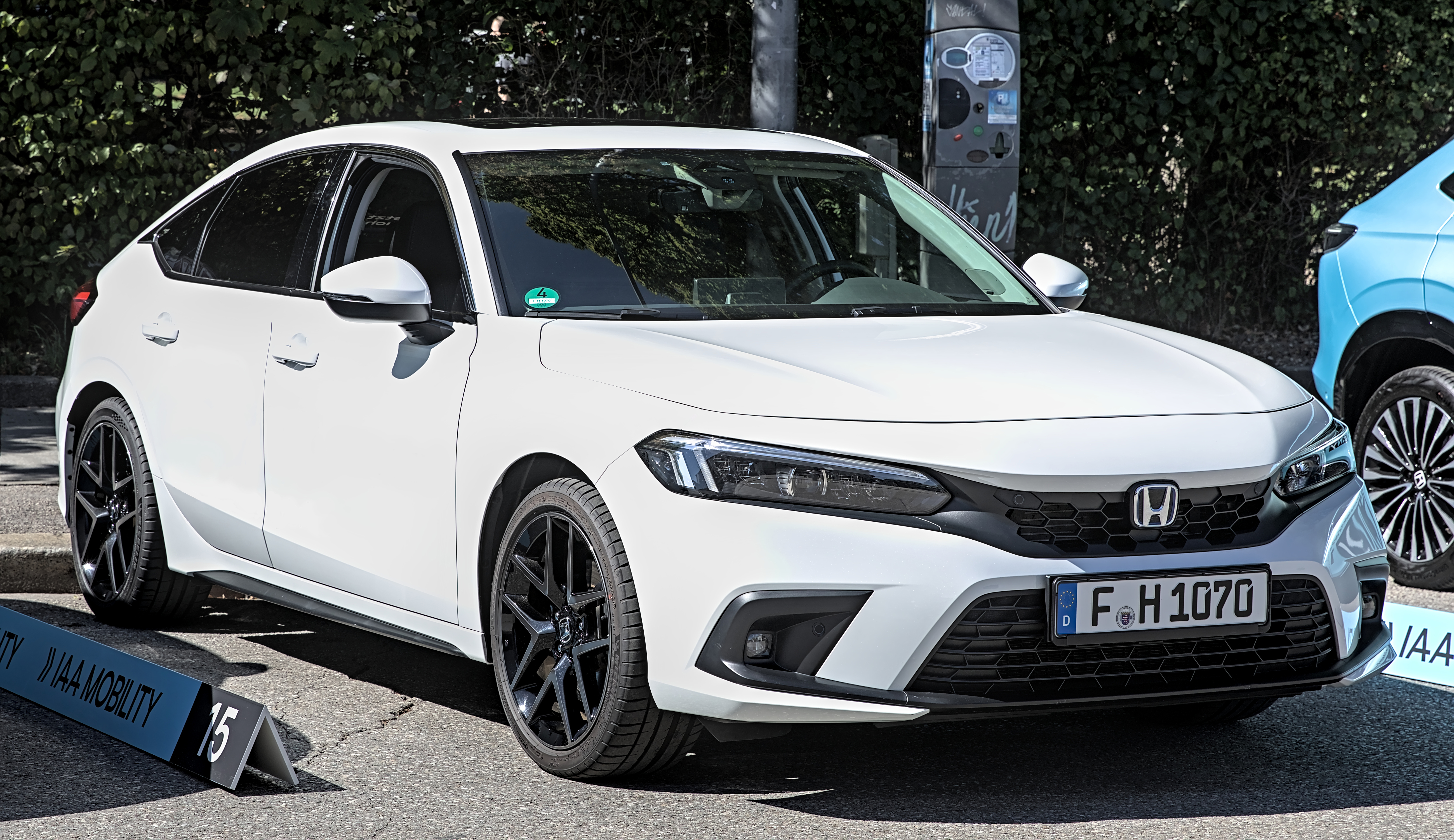
Honda Civic (2022)

Der Honda Civic ist ein Fahrzeug der Kompaktklasse des Fahrzeugherstellers Honda. Er wurde 1972 präsentiert und wird mittlerweile in der elften Modellgeneration gebaut.
Der Civic ist das Volumenmodell von Honda und wurde bisher mehr als 27 Mio. mal gefertigt. Seit der vierten Generation wurde der Civic auch außerhalb Japans produziert und in bis zu elf Fabriken weltweit gebaut. Für den europäischen Markt wurden die drei- und fünftürigen Limousinen bis Mitte 2021 von Honda of the UK Manufacturing in Swindon in Großbritannien, die Coupés in den USA produziert.

## Geschichte
| 1972 | Einführung des Honda Civic 1200 in Japan |
| 1974 | Einführung des Honda Civic 1500 in Japan |
| 1974 | Einführung des Honda Civic 1200 (SB1) in Deutschland |
| 1974 | Honda liefert den Civic mit einem CVCC-Motor für den amerikanischen Markt aus. |
| 1976 | Einführung des Honda Civic 1500 in Deutschland |
| 1977 | Einführung des Honda Civic 1300 (SB2) in Deutschland |
| 1979 | Vorstellung der zweiten Modellgeneration |
| 1982 | Die Gesamtproduktionszahl erreicht 3 Millionen Stück. |
| 1983 | Vorstellung der dritten Modellgeneration |
| 1983 | Unter der Bezeichnung Honda CRX ist nun ein Sportcoupé auf Basis des Civic erhältlich. Ein Minivan, der Honda Civic Shuttle auf Basis des Civic, wird vorgestellt. |
| 1987 | Vorstellung der vierten Modellgeneration |
| 1987 | Der Honda Civic erhält die Auszeichnung Goldenes Lenkrad der Zeitung Bild am Sonntag. |
| 1991 | Vorstellung der fünften Modellgeneration. Der Honda Civic Shuttle auf Basis der vierten Generation wird weitergebaut, jedoch nicht mehr in Europa angeboten. |
| 1994 | Ein Honda Civic mit VTEC-Economy-Motor siegt bei der Eco Tour of Europe mit einem bis dahin in der Praxis unerreichten Benzinverbrauch von 4,97 l auf 100 km. |
| 1995 | Vorstellung der sechsten Modellgeneration. Der Honda Shuttle ersetzt den bisherigen Honda Civic Shuttle. |
| 1995 | Der Civic mit fünf Türen wird im englischen Swindon ausschließlich für den europäischen Markt produziert. |
| 1995 | Die Gesamtproduktionszahl erreicht 10 Millionen Stück. |
| 1997 | Der Civic GX NGV mit Erdgasantrieb wird präsentiert. |
| 1999 | Im März erhält die Civic-Reihe ein Facelift. |
| 2001 | Im März erfolgt die Einführung der siebten Modellgeneration. |
| 2002 | Der Honda Civic ist erstmals mit Dieselmotor lieferbar (Basismotor von Isuzu). |
| 2003 | Im Dezember erfolgt eine optische Modellpflege am Civic. |
| 2003 | Die Gesamtproduktionszahl erreicht 15 Millionen Stück. |
| 2004 | Vorstellung des Civic IMA auf dem deutschen Markt. |
| 2005 | Auf dem Genfer Auto-Salon stellt Honda eine Studie der achten Civic-Modellgeneration vor. |
| 2006 | Ab Anfang 2006 ist der Civic der achten Modellgeneration überall käuflich zu erwerben. |
| 2006 | Auf dem Genfer Auto-Salon stellt Honda eine Studie des neuen Civic Type R vor. Dieser wird ab dem 31. März 2007 erhältlich sein. |
| 2007 | Ab März wird der Type R zum Verkauf angeboten, dem im Mai der Civic Type S folgt. |
| 2007 | Alle neuen Wagen mit Dieselmotor sind ab Werk mit einem geschlossenen Dieselpartikelfilter ausgerüstet. |
| 2007 | Am 9. November lief im Werk in Swindon der millionste Civic vom Band. |
| 2008 | Im November wird der Civic einem Facelift unterzogen, das ab Januar 2009 in den Verkauf gelangte. |
| 2009 | Der neue Civic GX NGV mit Erdgasantrieb wird in Japan, Kanada und den USA angeboten. |
| 2010 | Nachdem in Japan nur noch eine Limousine mit schwächelnden Absatzzahlen angeboten wurde, hat Honda im August die Produktion und damit auch den Verkauf in Japan nach fast 40 Jahren vollständig eingestellt. Im Ausland geht der Verkauf mit anderen Modellvarianten weiter. |
| 2012 | Im Februar 2012 erscheint die nunmehr neunte Generation des Civic. |
| 2014 | Im Februar kommt nach 14 Jahren Pause wieder eine Kombiversion des Civic in den Handel, die nun Tourer genannt und bis 2017 gebaut wird. Ende desselben Jahres wird die Civic-Baureihe überarbeitet.                                                                         |
| 2015 | Einführung der 4. Generation des Type-R |
| 2015 | Einführung der zehnten Generation in Nordamerika |
| 2017 | Einführung der 5. Generation des Type-R |
| 2019 | Der Dieselmotor entfällt im August 2019. |
| 2020 | Vorstellung der elften Generation als Prototyp. Die Produktion des Schräghecks wird vom englischen Swindon ins amerikanische Greensburg (Indiana) verlagert. |
| 2021 | Schließung des Werkes von Honda of the UK Manufacturing in Swindon nach 36 Jahren |

## Generationen

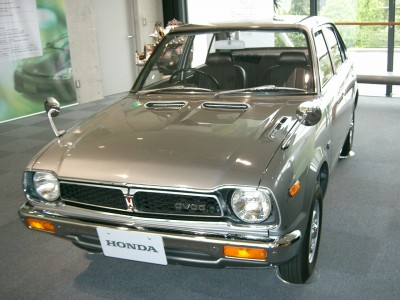
1. Generation (1972–1979)
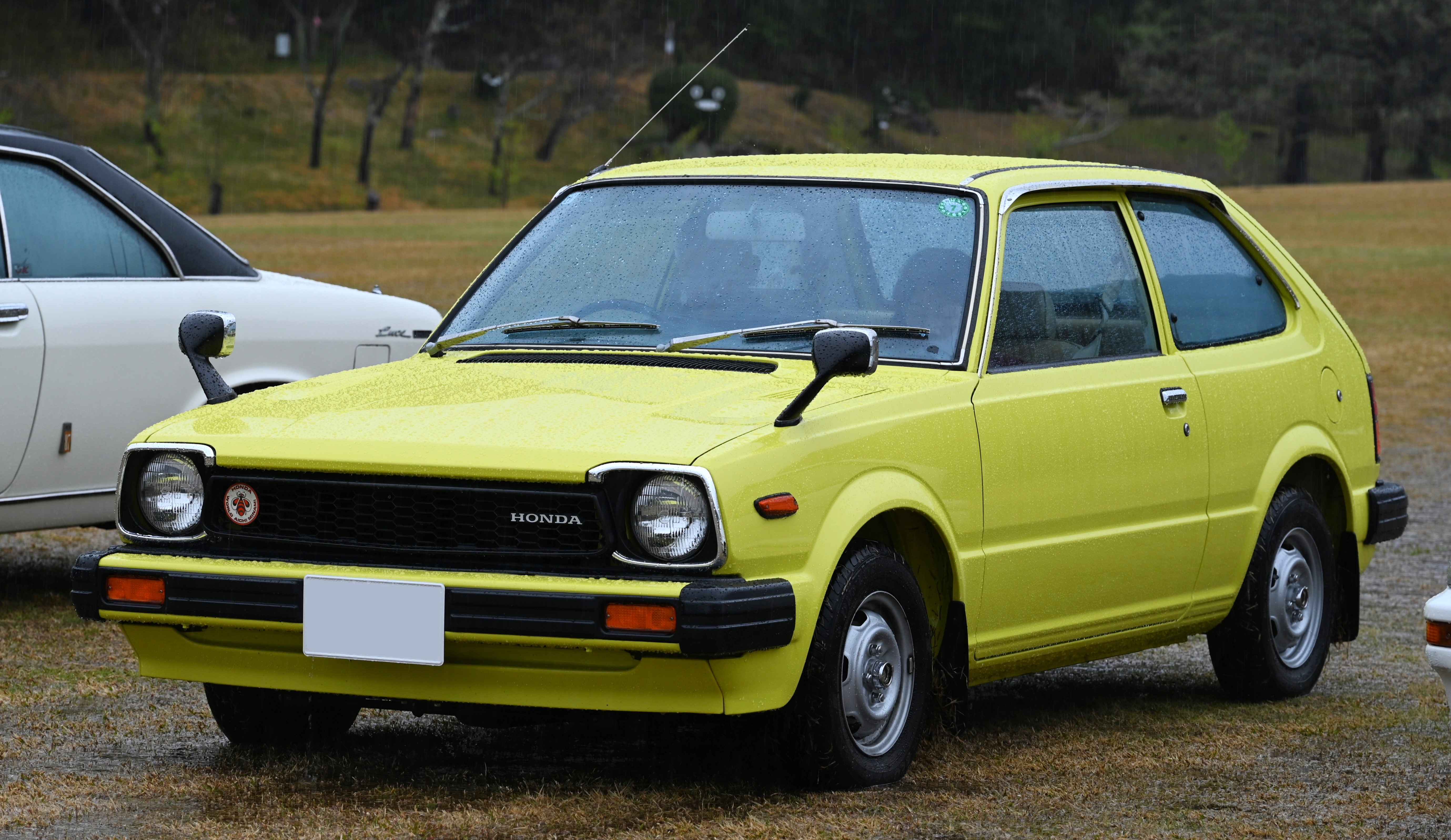
2. Generation (1979–1983)
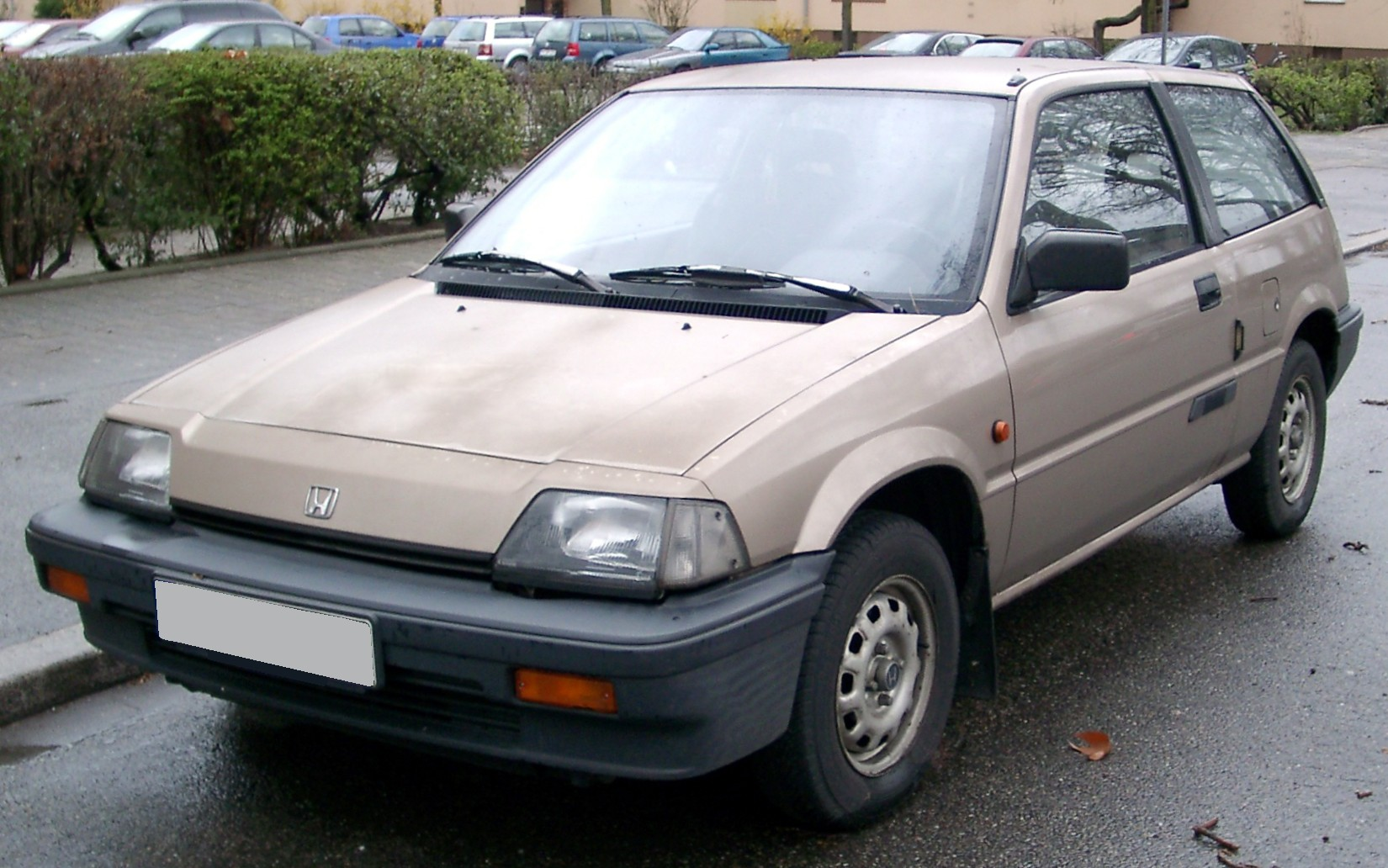
3. Generation (1983–1987)
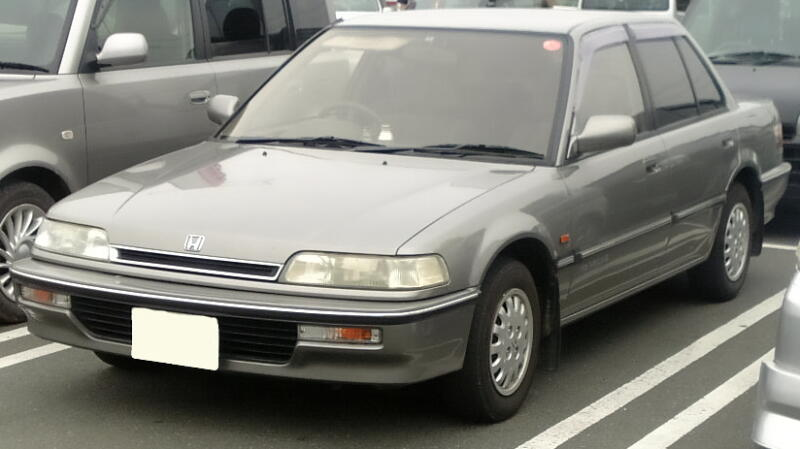
4. Generation (1987–1991)
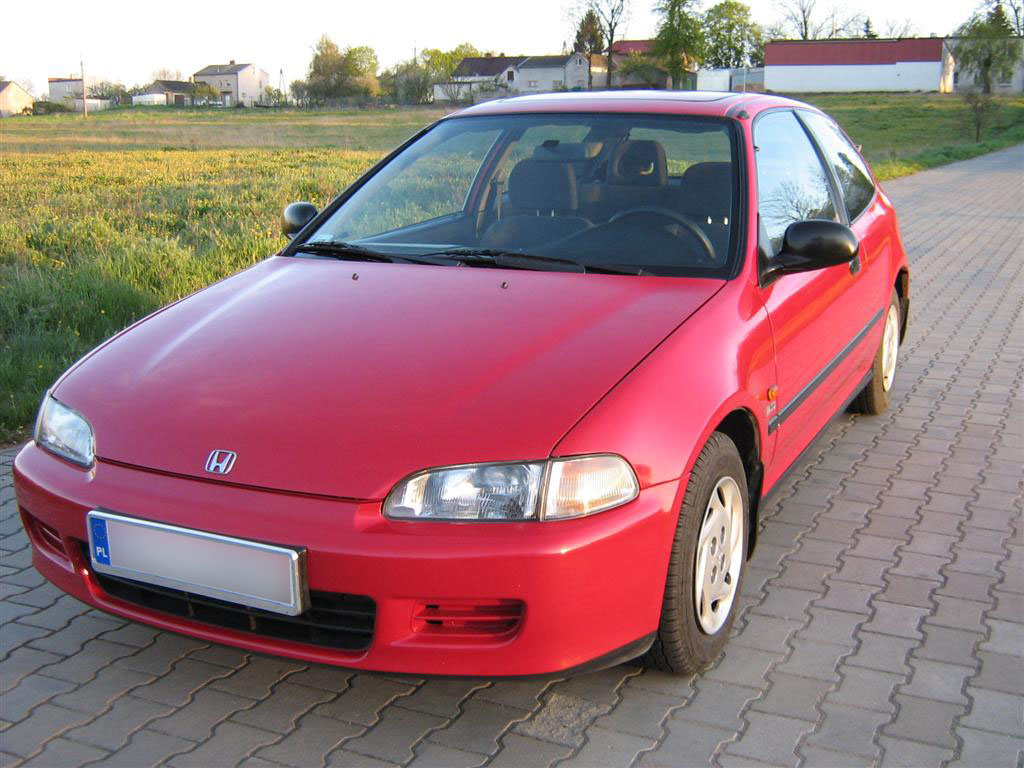
5. Generation (1991–1995)
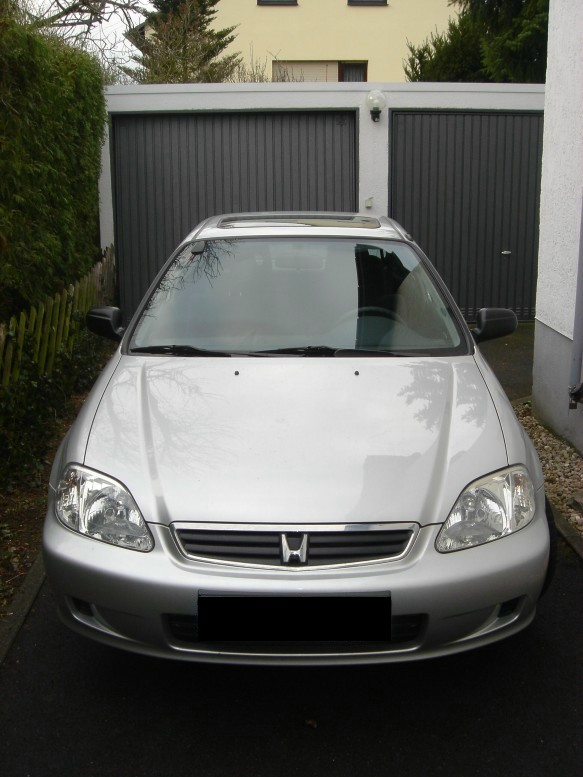
6. Generation (1995–2001)
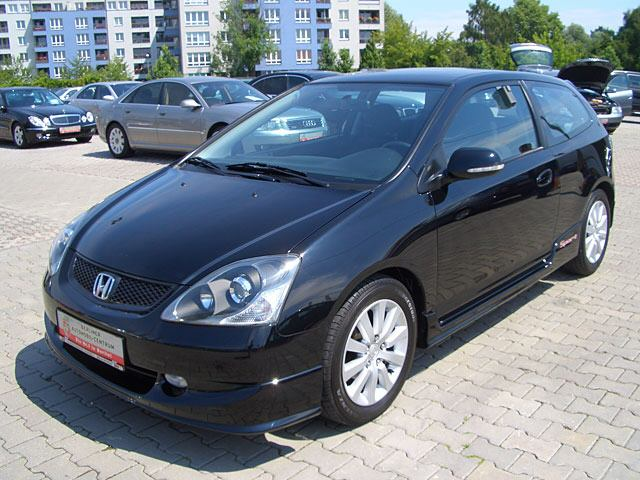
7. Generation (2000–2005)
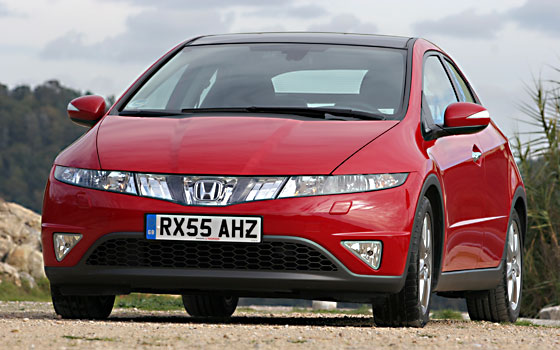
8. Generation (2005–2011)
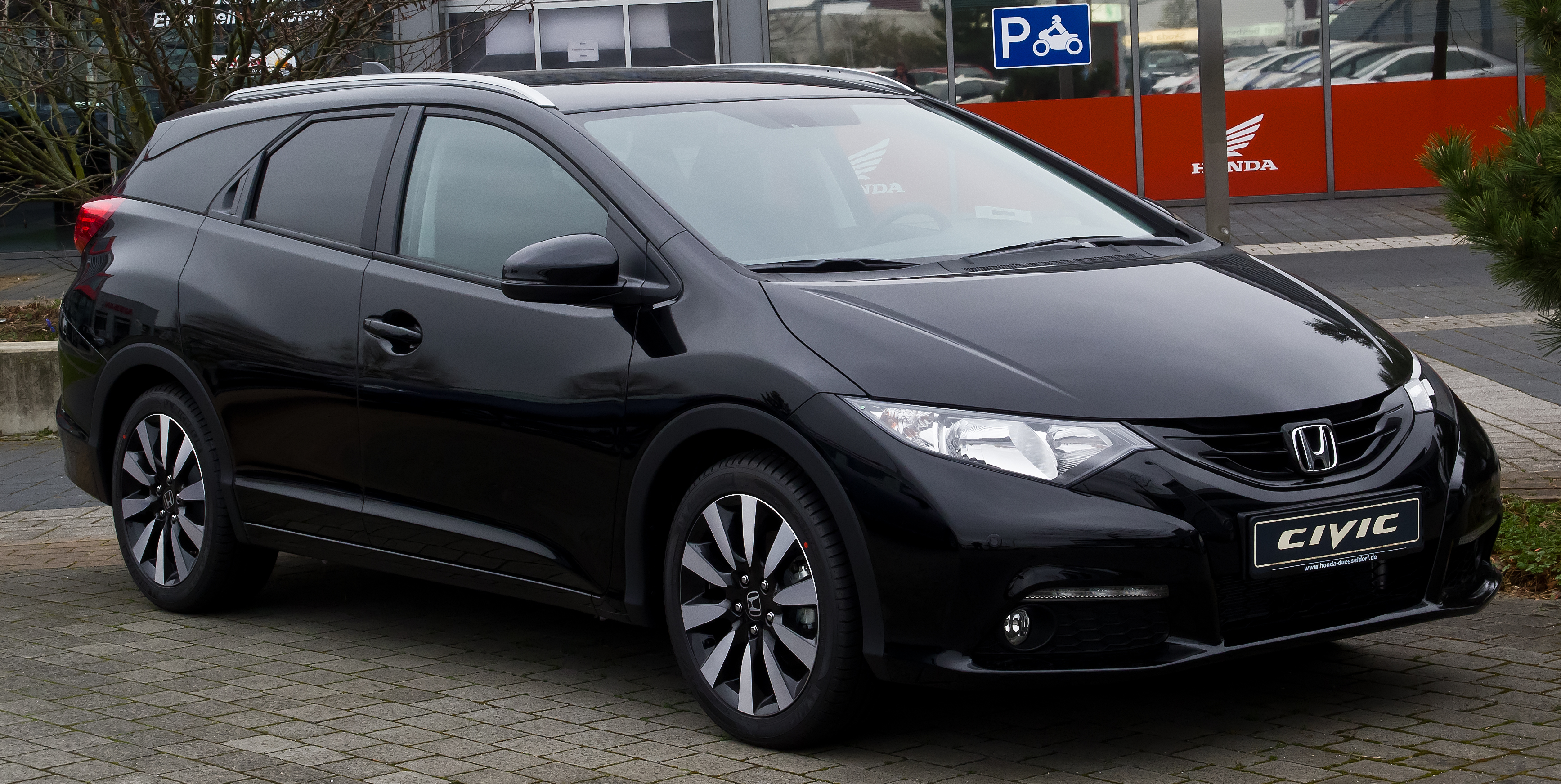
9. Generation (2011–2017)
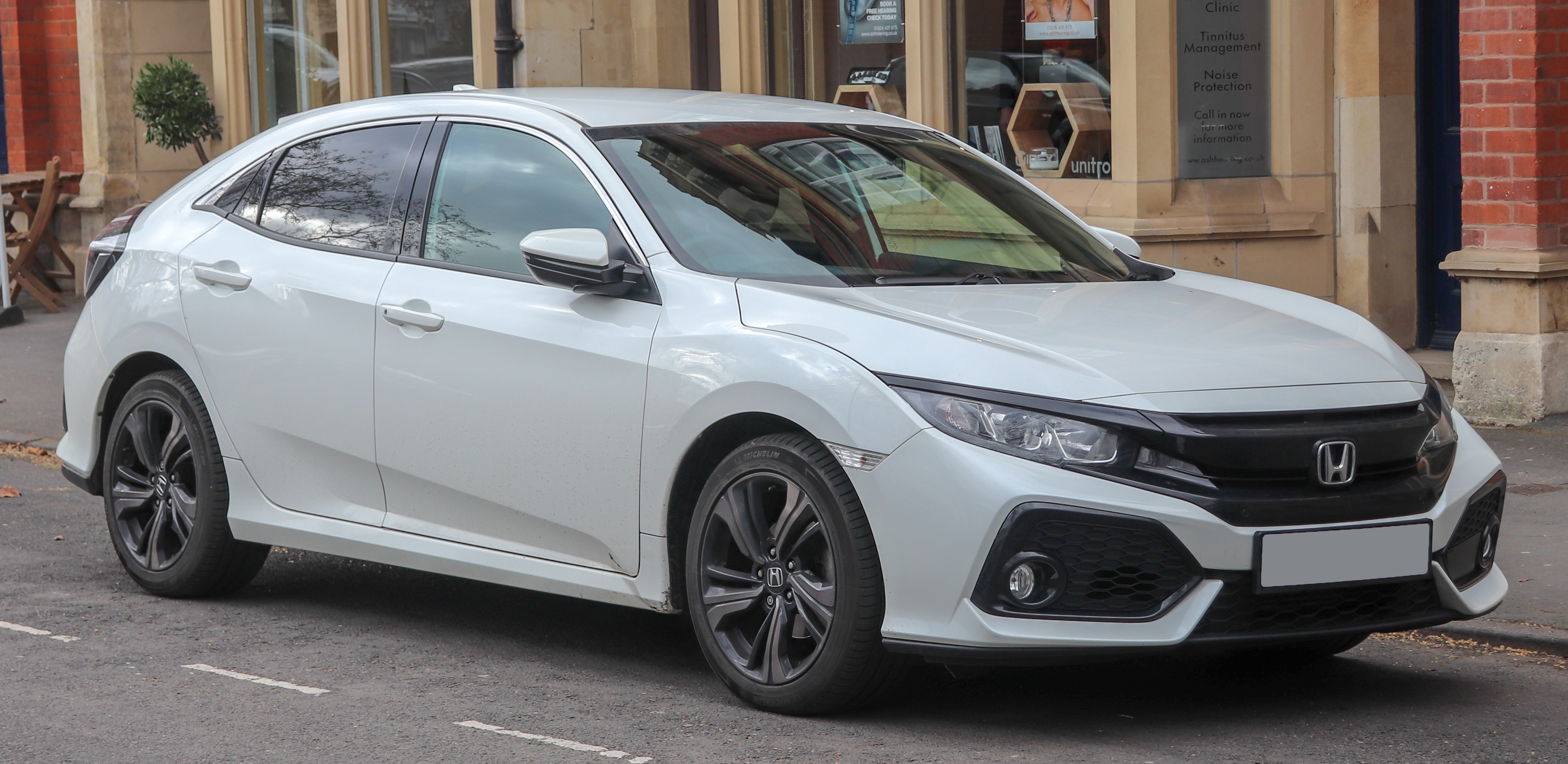
10. Generation (2015–2022)
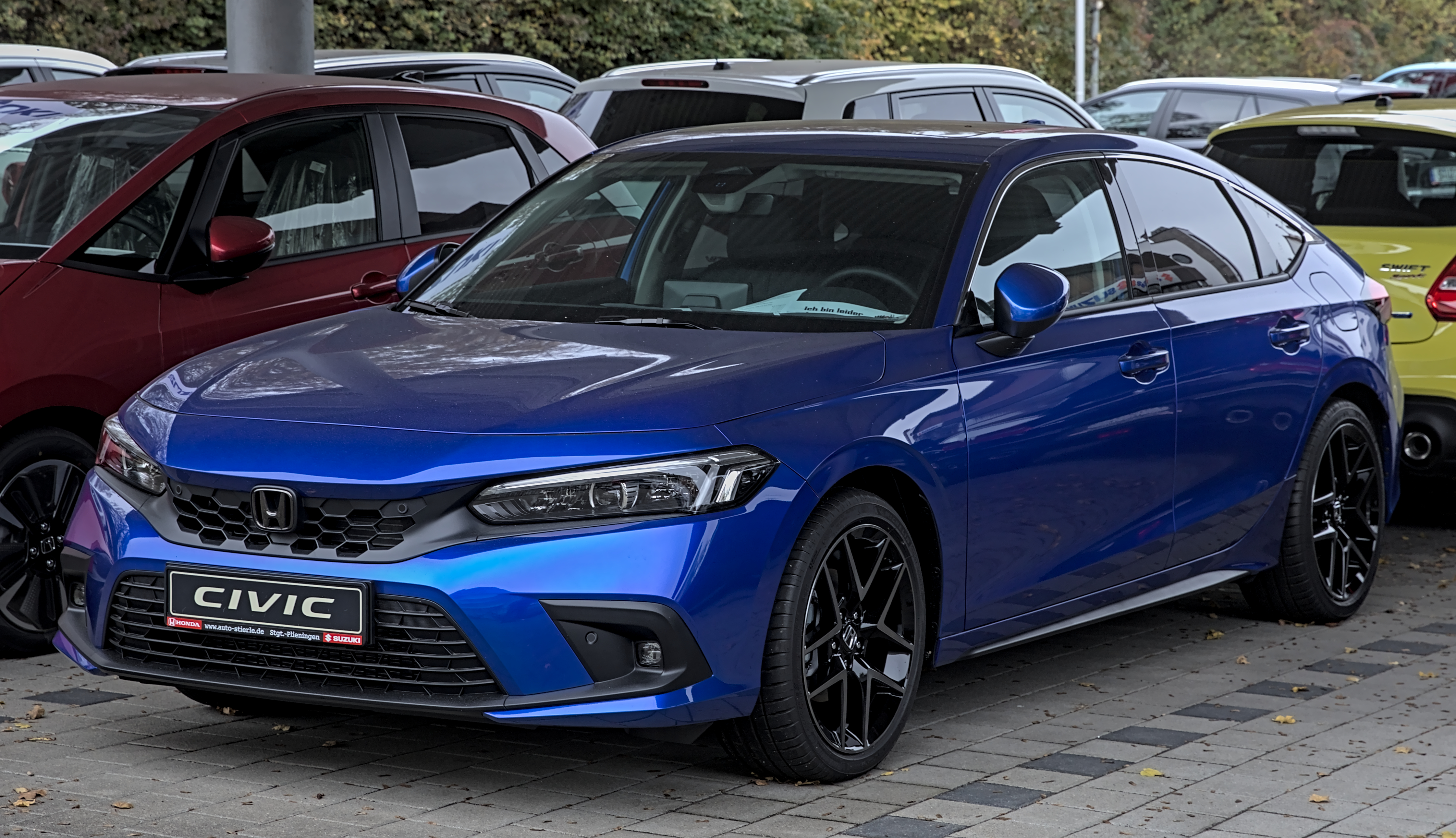
11. Generation (seit 2021)

## Type R
siehe Artikel: Honda Civic Type R

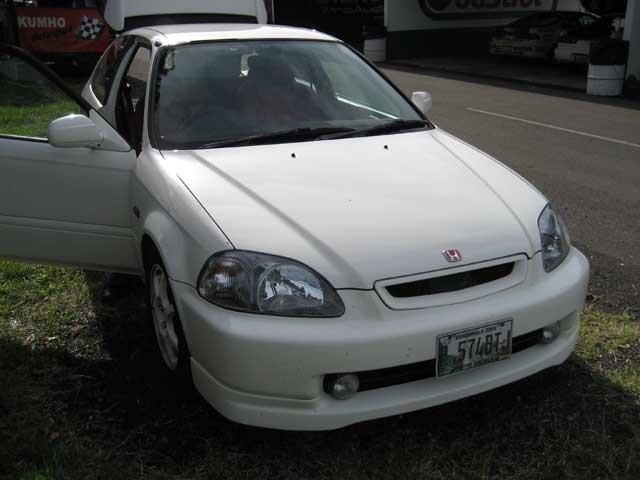
Civic Type R EK9 (1997–2000)
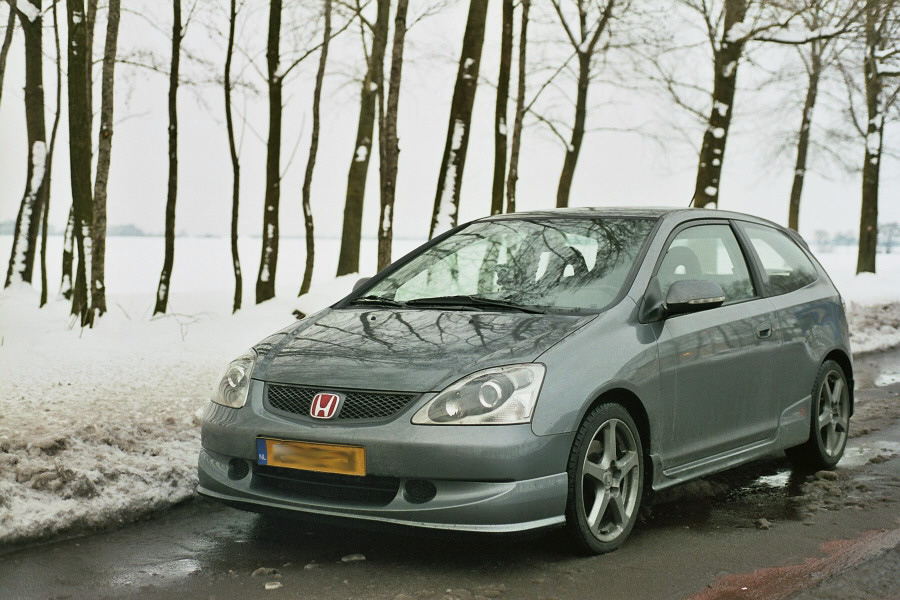
Civic Type R EP3 (2001–2005)
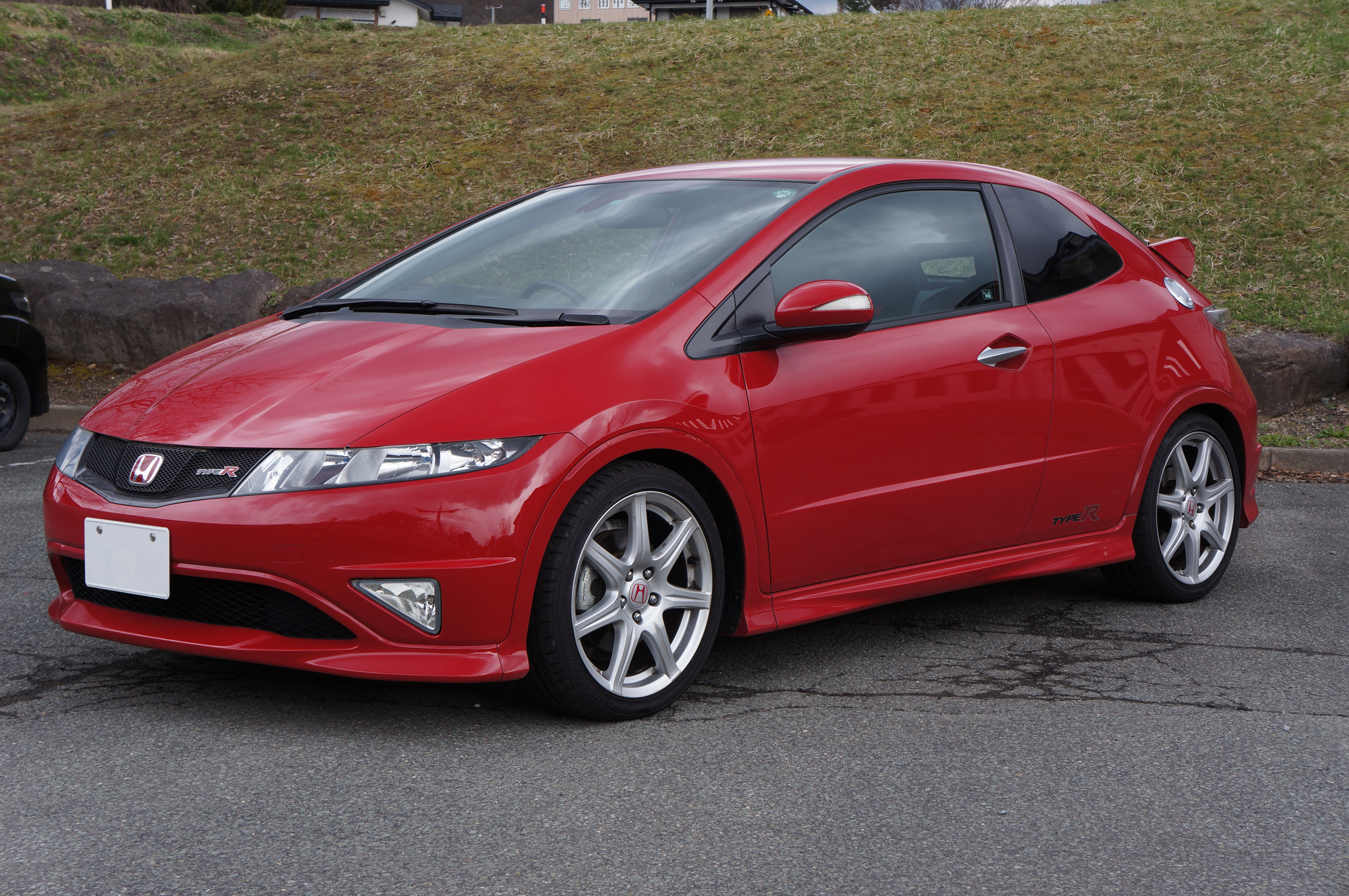
Civic Type R FD2/FN2 (2007–2010)
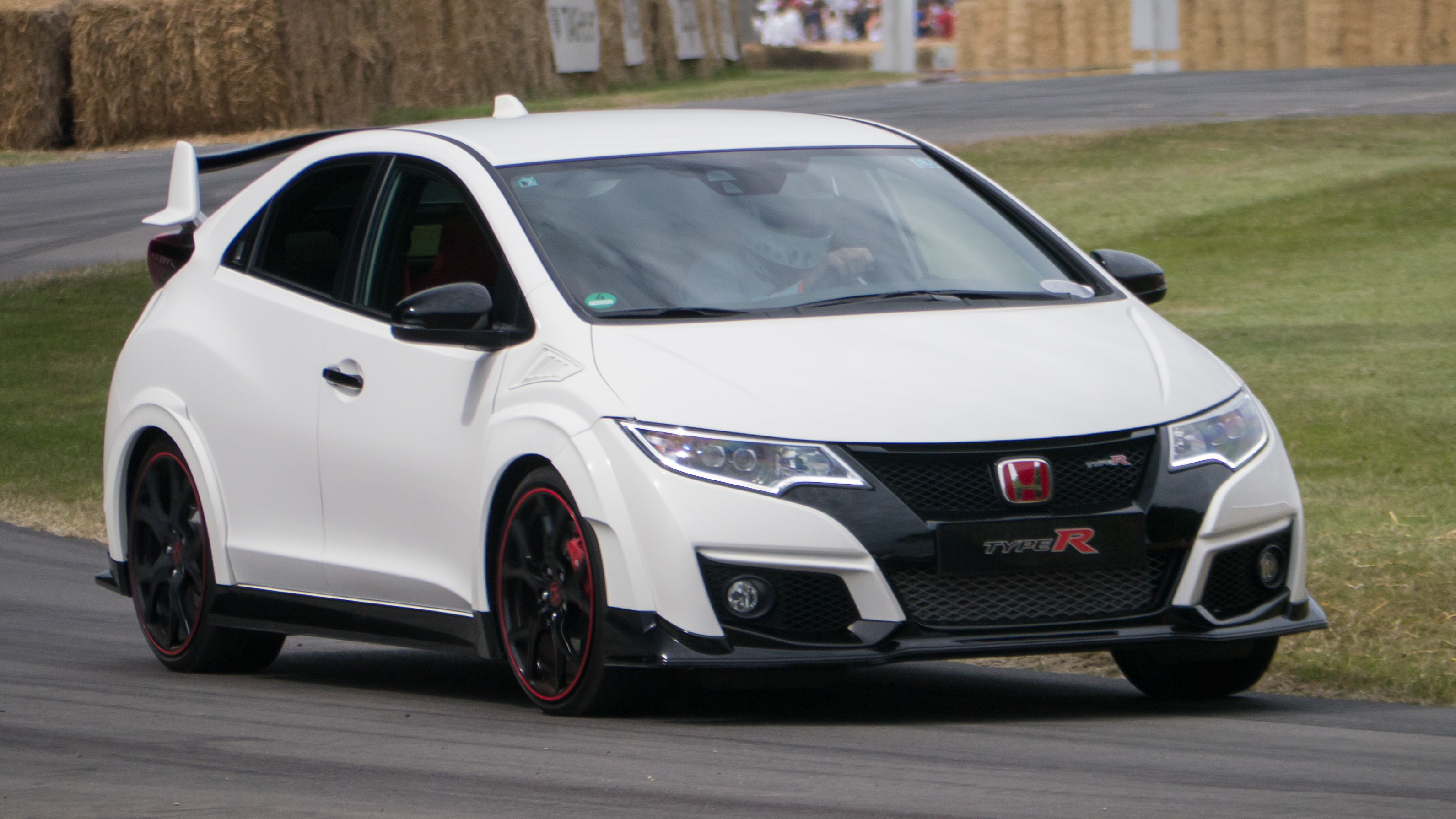
Civic Type R FK2 (2015–2017)
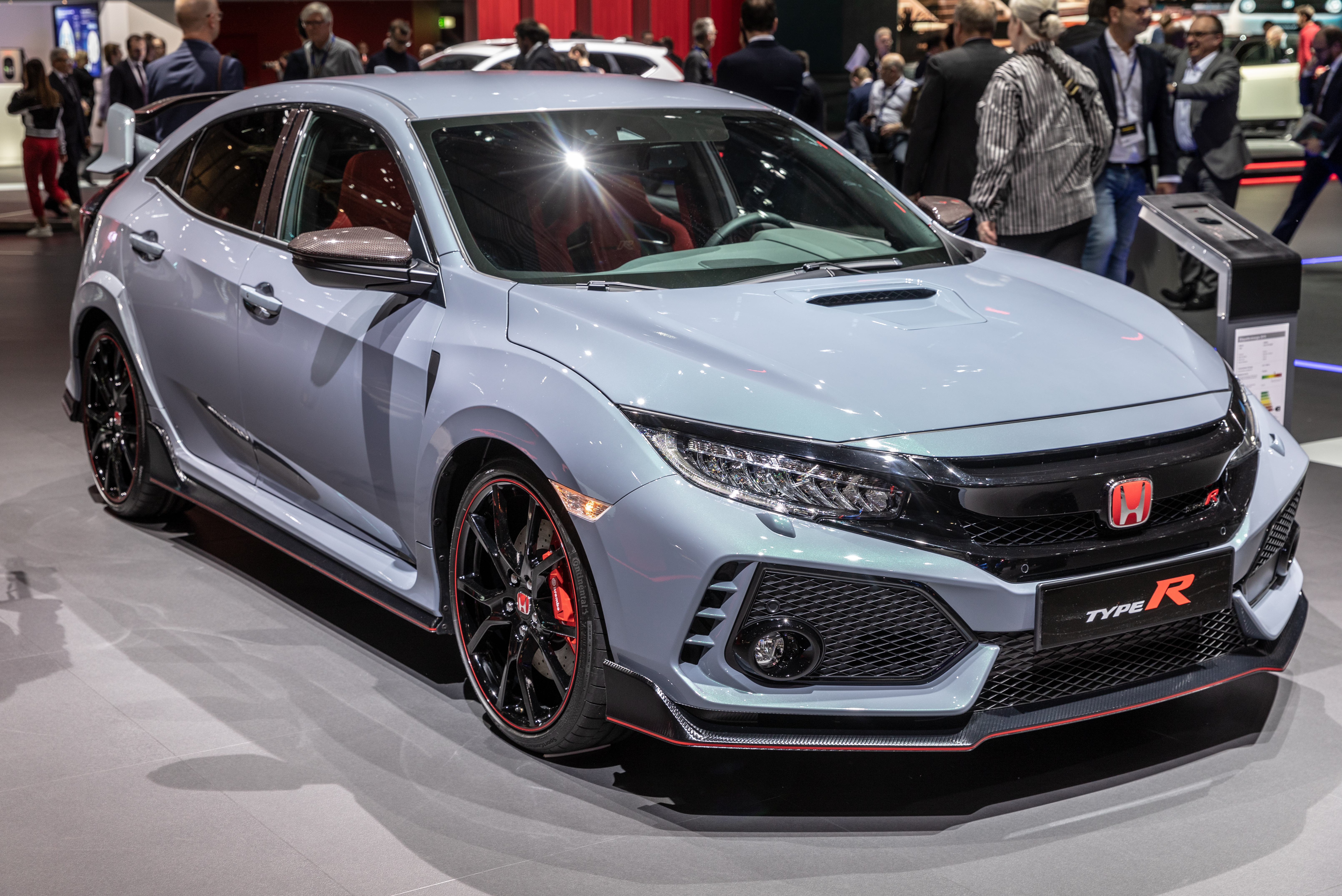
Type R FK8 (2017–2022)
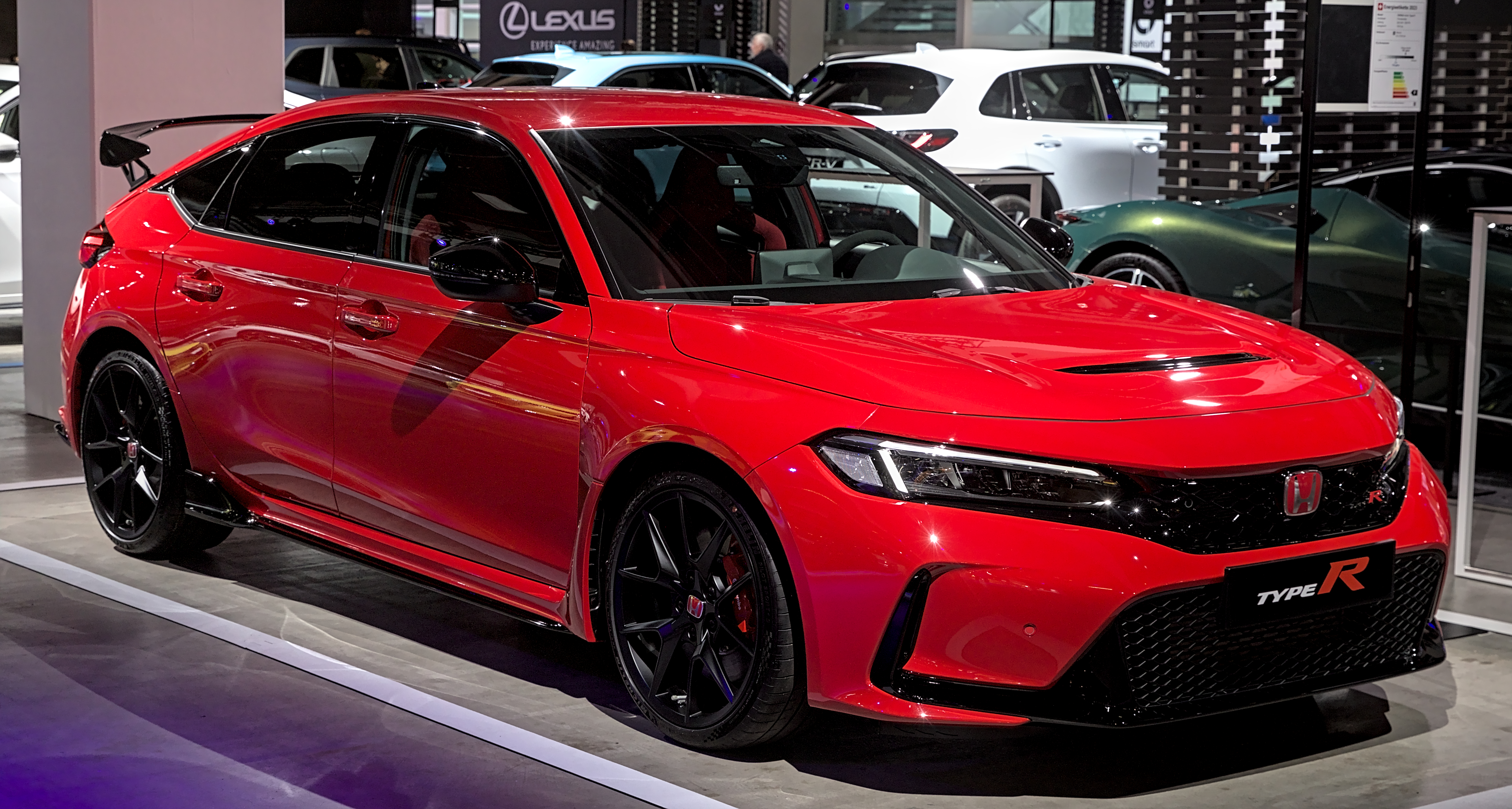
Type R FL5 (seit 2022)

## IMA/Hybrid
siehe Artikel: Honda Civic IMA

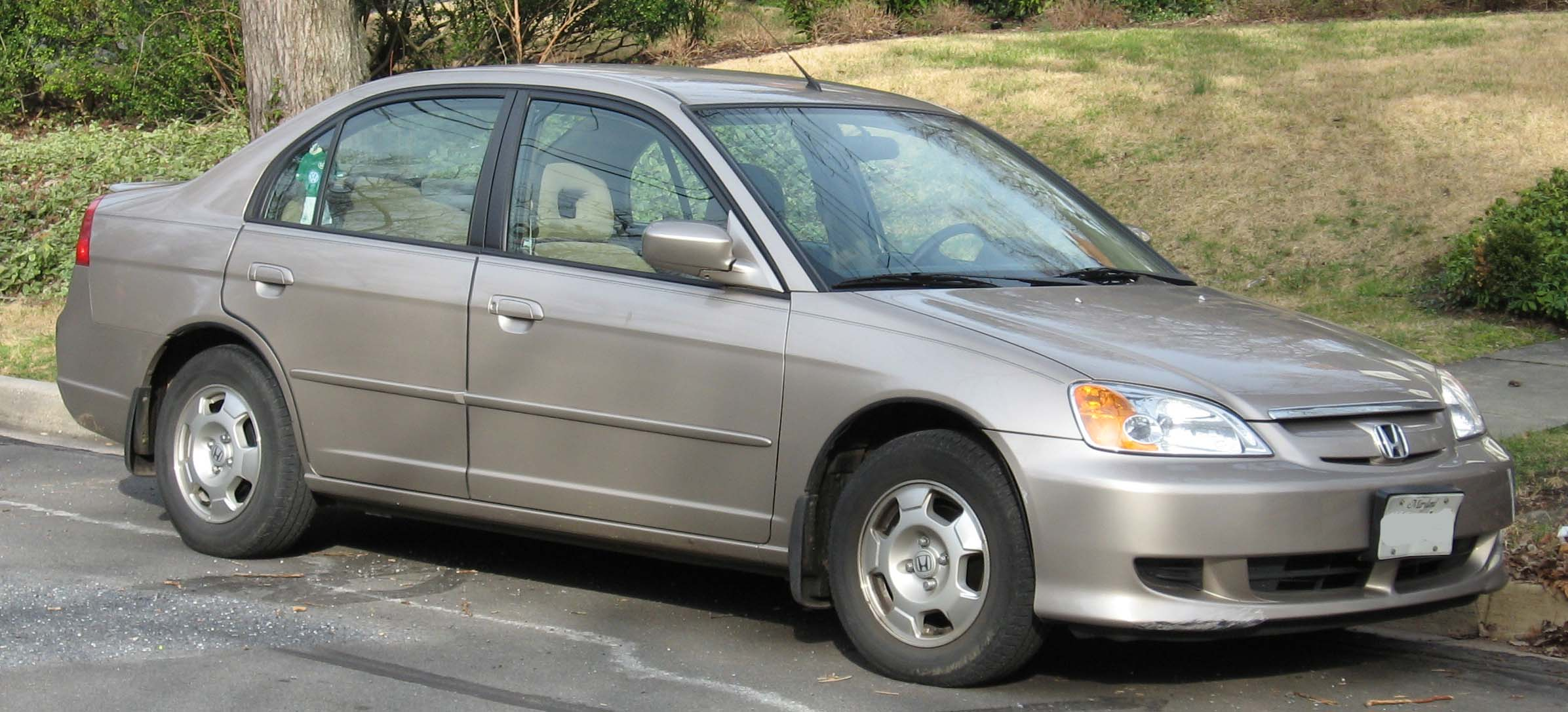
Civic IMA (2003–2004)
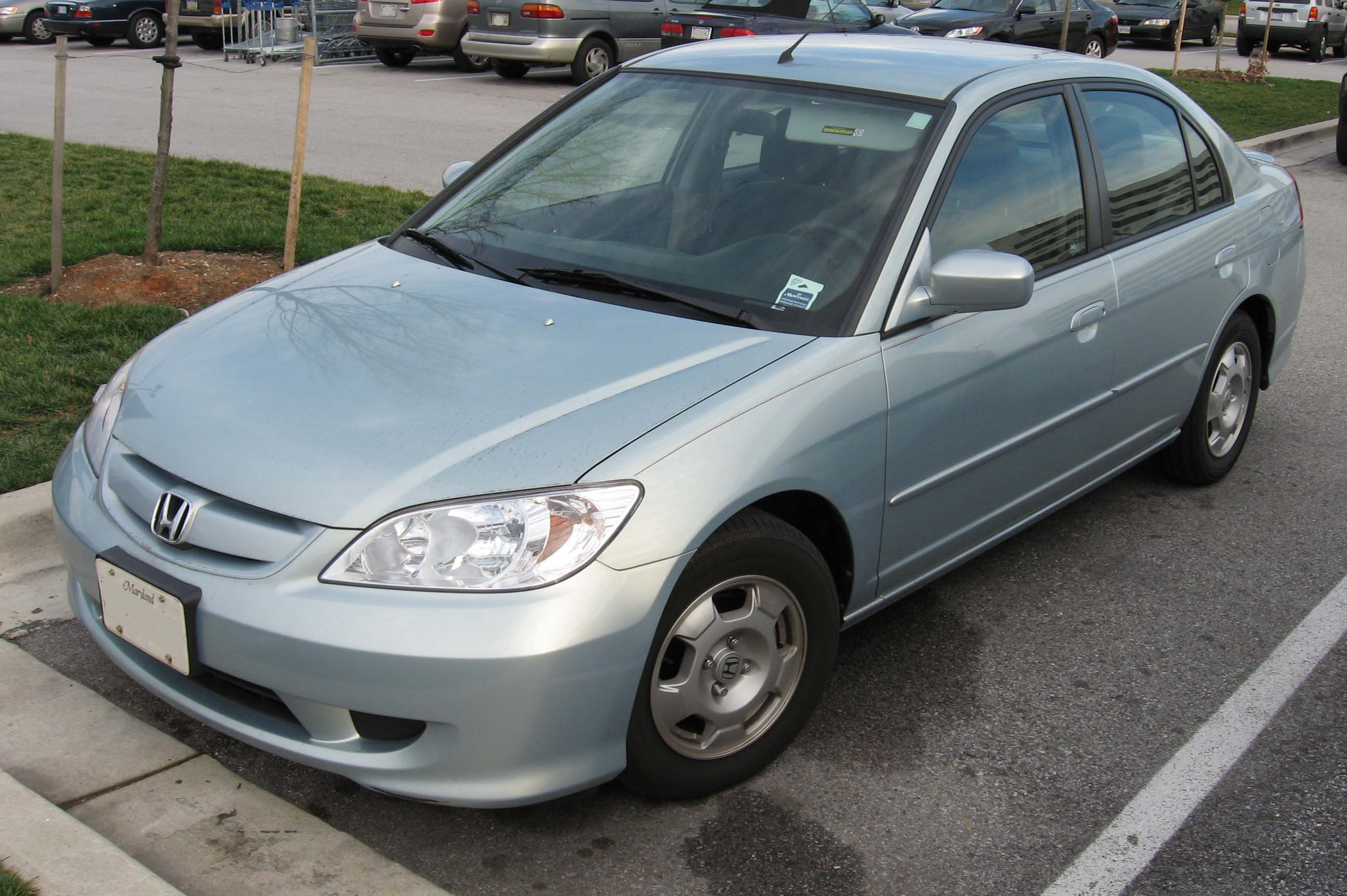
Civic IMA (2004–2005)
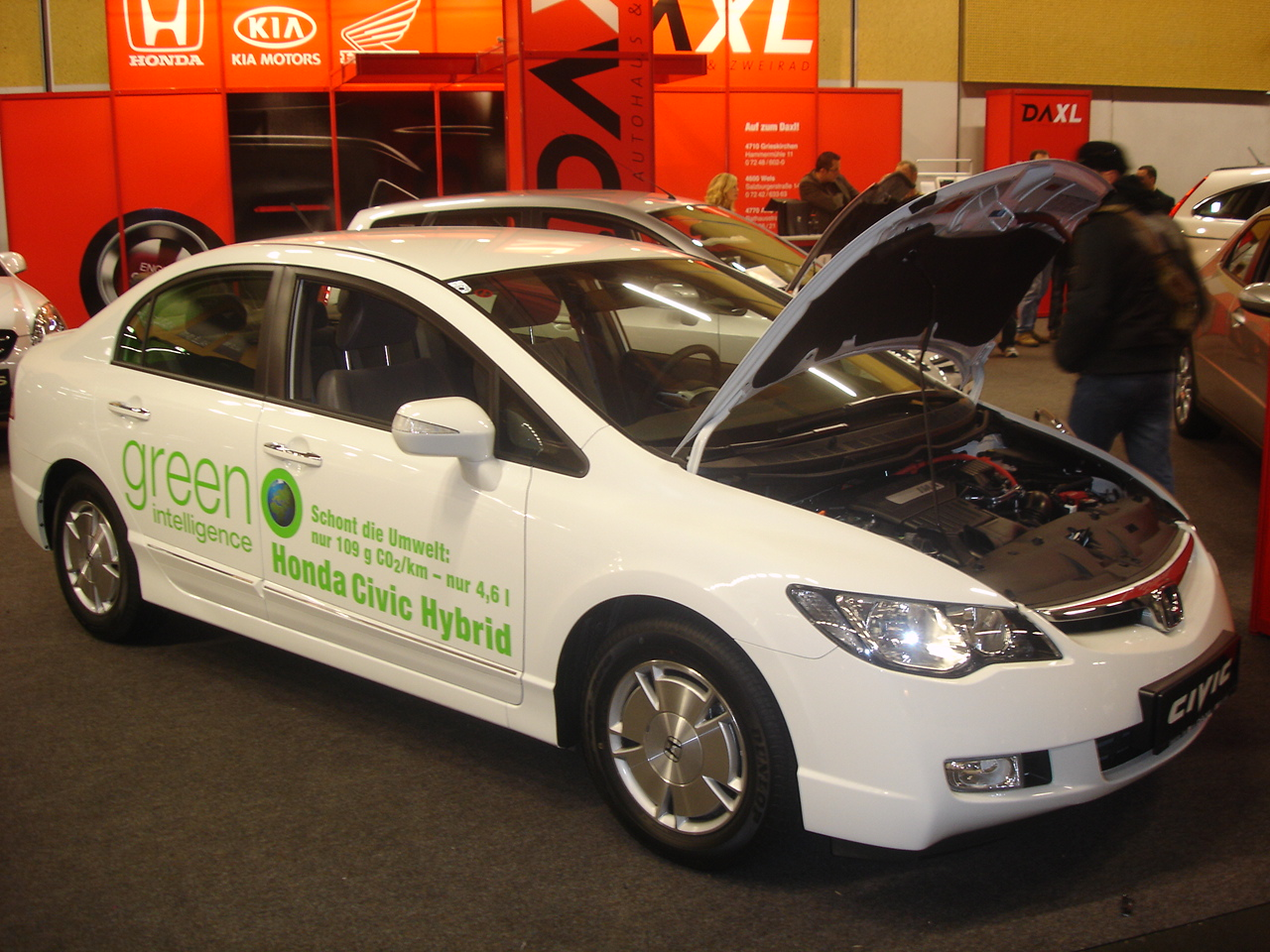
Honda Civic IMA (2007–2010)

## NGV (CNG)

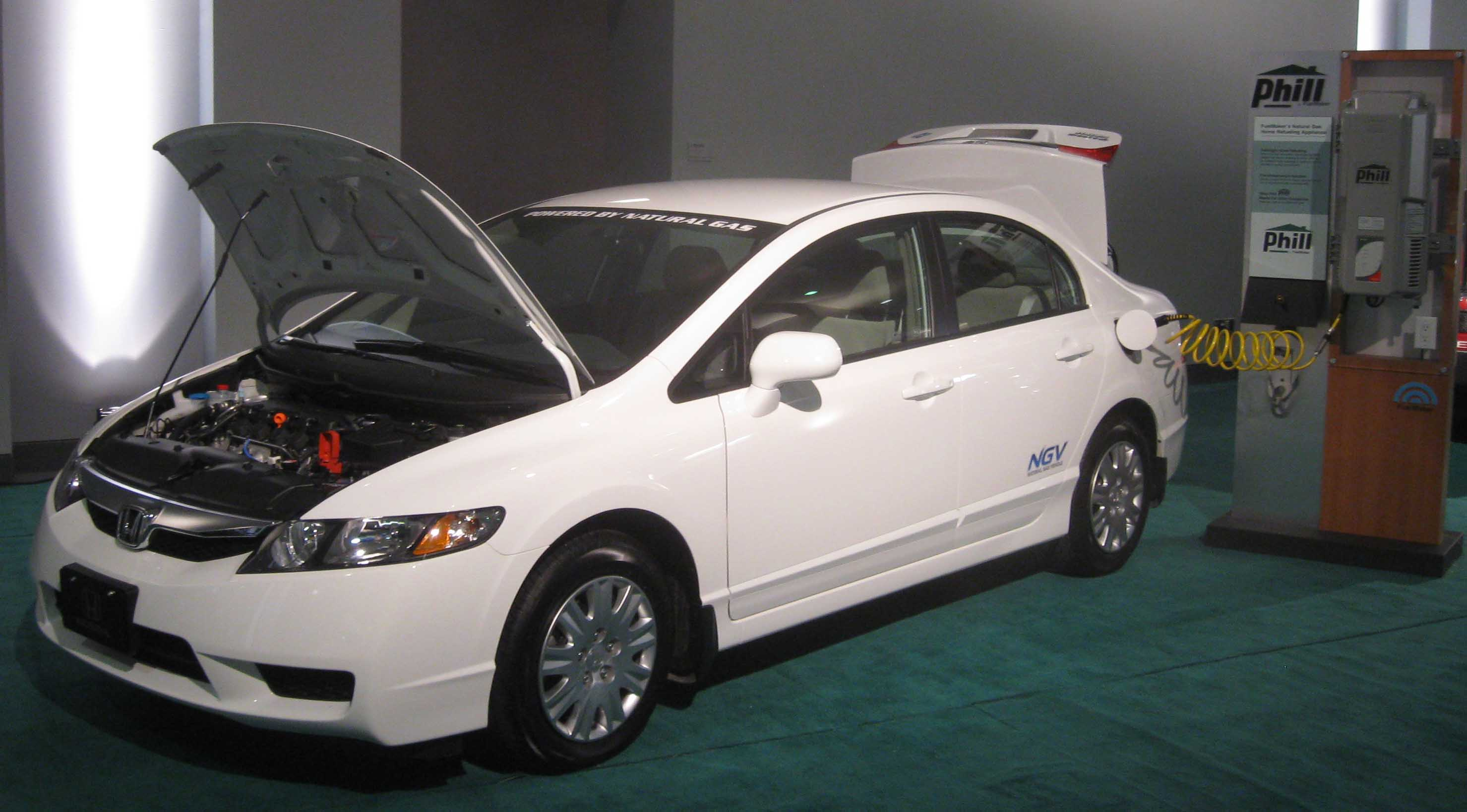
Vorstellung eines Honda Civic GX NGV in den USA mit einem Hausanschluss zur Erdgasbefüllung (Aufnahme 2009)